# Brasil en los Juegos Paralímpicos de Atenas 2004
Brasil estuvo representado en los Juegos Paralímpicos de Atenas 2004 por un total de 96 deportistas, 74 hombres y 22 mujeres.

## Medallistas
El equipo paralímpico brasileño obtuvo las siguientes medallas:
| Nombre | Deporte   | Evento                                |
| --- | --------- | ------------------------------------- |
| Oro |           |                                       |
| Ádria Santos | Atletismo | 100 m T11 femenino                    |
| Suely Guimarães | Atletismo | Disco F56-58 femenino                 |
| Antônio Delfino | Atletismo | 200 m T46 masculino                   |
| Antônio Delfino | Atletismo | 400 m T46 masculino                   |
| André Andrade | Atletismo | 200 m T13 masculino                   |
| Damião Ramos Marcos Felipe Anderson Fonseca Mizael Oliveira Andreonni Rego João Batista Nilson Silva Severino Silva Sandro Laina Fábio Luiz                                      | Fútbol 5  | Torneo masculino                      |
| Fabiana Sugimori | Natación  | 50 m libre S11 femenino               |
| Clodoaldo Silva | Natación  | 50 m mariposa S4 masculino            |
| Clodoaldo Silva | Natación  | 50 m libre S4 masculino               |
| Clodoaldo Silva | Natación  | 100 m libre S4 masculino              |
| Clodoaldo Silva | Natación  | 200 m libre S4 masculino              |
| Clodoaldo Silva | Natación  | 150 estilos SM4 masculino             |
| Francisco Avelino Clodoaldo Silva Adriano Lima Luis Silva | Natación  | 4 × 50 m estilos (20 ptos.) masculino |
| Antônio Tenório | Yudo      | –100 kg masculino                     |
| Plata |           |                                       |
| Ádria Santos | Atletismo | 200 m T11 femenino                    |
| Ádria Santos | Atletismo | 400 m T12 femenino                    |
| Odair Santos | Atletismo | 1500 m T13 masculino                  |
| Odair Santos | Atletismo | 5000 m T12 masculino                  |
| André Andrade | Atletismo | 100 m T13 masculino                   |
| Gilson dos Anjos | Atletismo | 800 m T13 masculino                   |
| Renato Lima Fabiano Bruzzi Adriano da Costa Marcos Ferreira Joseph Guimarães Leandro Marinho Flávio Pereira Luciano Rocha Jean Rodrigues Peterson Rosa Marcos Silva Moisés Silva | Fútbol 7  | Torneo masculino                      |
| Edênia Garcia | Natación  | 50 m espalda S4 femenino              |
| Ivanildo Alves | Natación  | 100 m braza SB4 masculino             |
| Clodoaldo Silva Adriano Lima Luis Silva Joon Sok Seo | Natación  | 4 × 50 m libre (20 ptos.) masculino   |
| Karla Cardoso | Yudo      | –48 kg femenino                       |
| Eduardo Amaral | Yudo      | –73 kg masculino                      |
| Bronce |           |                                       |
| Maria José Alves | Atletismo | 100 m T12 femenino                    |
| Maria José Alves | Atletismo | 200 m T12 femenino                    |
| Terezinha Guilhermina | Atletismo | 400 m T12 femenino                    |
| Odair Santos | Atletismo | 800 m T12 masculino                   |
| Ozivam Bonfim | Atletismo | 5000 m T46 masculino                  |
| Francisco Avelino | Natación  | 100 m braza SB4 masculino             |
| Daniele Bernardes | Yudo      | –57 kg femenino                       |